# Scandinavian-Airlines-System-Flug 751
Scandinavian-Airlines-System-Flug 751 war ein Flug von SAS Scandinavian Airlines, der am 27. Dezember 1991 mit einer McDonnell Douglas MD-81 vom Flughafen Stockholm/Arlanda zum Flughafen Kopenhagen-Kastrup durchgeführt werden sollte.

## Flugverlauf
Die McDonnell Douglas MD-81 startete um 08:47 Uhr von der Startbahn 08 des Flughafens Stockholm/Arlanda mit dem Zwischenziel Kopenhagen-Kastrup. Das Flugzeug wurde vor dem Start enteist, da sich auf den Tragflächenoberseiten Schnee befand und Eisbildung an den Tragflächenunterseiten entdeckt worden war. 25 Sekunden nach dem Abheben trat am rechten Motor der Zustand des Verdichterpumpens, eine Störung der Innenaerodynamik auf, die zu Leistungsverlust und zur Zerstörung des Triebwerkes führen kann. Nach 65 Sekunden Flugdauer trat dieser Zustand auch beim linken Motor auf. Kurz darauf fielen beide Triebwerke aus. Da die Flughöhe für eine Umkehr zum Flughafen nicht ausreichte, wurde nach einem Gleitflug in nördliche Richtung eine Notlandung auf einem Feld durchgeführt, bei der der Flugzeugrumpf in drei Teile zerbrach. Trotz der schweren Schäden überlebten alle Insassen den Unfall. Der Unfall wird daher auch nach dem Ort Gottröra, in dessen Nähe die Landung erfolgte, als Wunder von Gottröra (Miraklet i Gottröra) bezeichnet. Der Flug dauerte 4 Minuten 7 Sekunden und erreichte eine Höhe von ca. 1000 m über Grund.

## Flugzeug und Besatzung
Das mit zwei Mantelstromtriebwerken des Typs Pratt & Whitney JT8D 217C ausgerüstete Flugzeug mit dem Luftfahrzeugkennzeichen OY-KHO wurde von McDonnell Douglas hergestellt und von SAS Scandinavian Airlines System betrieben. Es war 1991 in Betrieb genommen worden und hatte insgesamt 1.608 Betriebsstunden geleistet.
Der 44-jährige Flugkapitän Stefan Rasmussen hatte insgesamt 8.020 Flugstunden absolviert, davon 590 auf diesem Flugzeugtyp; der 34-jährige Kopilot Ulf Cedermark hatte eine kumulierte Flugerfahrung von 3.015 Flugstunden, davon 76 auf diesem Flugzeugtyp. Außerdem waren drei Flugbegleiterinnen und ein Flugbegleiter sowie der als Passagier mitreisende Flugkapitän Per Holmberg an Bord, der sich nach Beginn der Triebwerksprobleme unverzüglich ins Cockpit begab, um der Besatzung zu assistieren.

## Unfallursachen

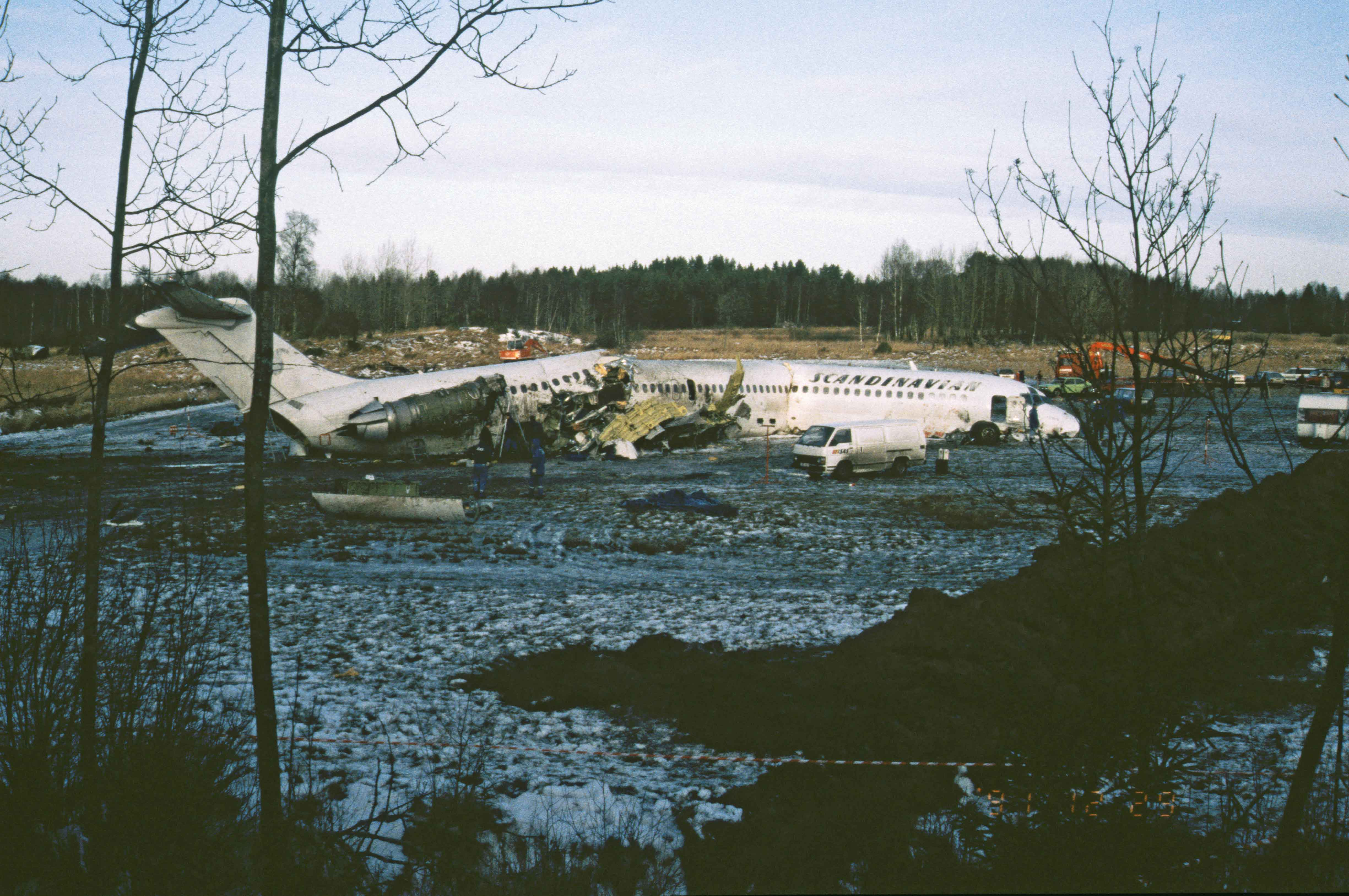
Das Wrack der verunglückten MD-81

Die Unfallmaschine war am Vorabend aus Zürich angekommen. Die Temperatur in Reiseflughöhe hatte ca. −60 °C betragen. Mit jeweils 2550 kg Treibstoff in beiden Tragflächentanks hatte das Flugzeug relativ viel Restkraftstoff an Bord, der am Morgen des Unfalltages noch eine Temperatur von deutlich unter 0 °C hatte, was während der Nacht durch den niedergegangenen Schneeregen zur Bildung von Eis auf den Tragflächen geführt hatte. Bei der Enteisung wurde lediglich Schnee von den Tragflächen entfernt; die Schicht Klareis, die sich nachts gebildet hatte und eine andere Enteisungsprozedur erfordert hätte, wurde nicht entdeckt. Während der Startrotation löste sich das Klareis durch das Biegen der Tragflächen in Stücken unterschiedlicher Größe, die teilweise von den beiden am Heck angeordneten Triebwerken angesaugt wurden und dort die Turbinenschaufeln der Fanstufe und mehrerer Verdichterstufen beschädigten. Diese Beschädigungen führten zum Pumpen der Verdichter. Der Flugkapitän versuchte, durch Reduzieren der Triebwerksleistung sie wieder in einen stabilen Betriebszustand zu bringen. Den Piloten war jedoch nicht bekannt, dass das Flugzeug mit Automatic Thrust Restoration (ATR), einem System zur automatischen Schuberhöhung ausgerüstet war, das mit steigender Flughöhe auch Leistungsabfall eines Triebwerkes durch Erhöhen der Leistung des anderen Triebwerks kompensieren sollte, was die hier gegebene Situation verschlimmerte. Dieses System war nicht Bestandteil der Ausbildung der Piloten und die Existenz bei Scandinavian Airlines unbekannt, da es nicht bestellt worden war. Es gab auch keine Möglichkeit, dieses System abzuschalten, um die Motorleistung komplett manuell zu kontrollieren. Laut dem abschließenden Unfallbericht wäre es mit größter Wahrscheinlichkeit möglich gewesen, mit reduzierter Triebwerksleistung zum Flughafen Stockholm/Arlanda zurückzukehren und dort zu landen. Zusätzlich zum Pumpen beider Triebwerke erhielt die Besatzung jedoch eine Feuerindikation vom linken Motor. Der Kopilot betätigte daraufhin die Löschanlage, was einen Neustart dieses Triebwerks in jedem Fall unmöglich gemacht hätte.

## Ähnliche Fälle
Aeroflot-Flug 7841 am 1. Februar 1985: Bei der ähnlich gebauten Tupolew Tu-134 fielen beide Triebwerke durch Klareis ähnlicher Ursache aus, woraufhin die Piloten eine Notlandung durchführten.

## Verfilmung
- Serie Mayday – Alarm im Cockpit, Staffel 10, Folge 3.